# Кастањоле (Тревизо)
Кастањоле (итал. Castagnole) је насеље у Италији у округу Тревизо, региону Венето.
Према процени из 2011. у насељу је живело 2983 становника. Насеље се налази на надморској висини од 29 м.